# GNOME Keyring
GNOME Keyring es una aplicación demonio diseñada para gestionar de manera segura las credenciales de acceso del usuario, como los nombres de usuarios y las contraseñas. Los datos sensibles son cifrados y guardados en un archivo «llavero» (keyring, en GNOME llamado «anillo de claves») en la carpeta personal del usuario. El llavero predeterminado usa la contraseña de inicio de sesión para realizar el cifrado, así que los usuarios no necesitan recordar otra contraseña aparte de la que usan para iniciar sesión en su computadora.
GNOME Keyring está implementado como demonio y usa el nombre de proceso gnome-keyring-daemon. Las demás aplicaciones pueden guardar y solicitar contraseñas utilizando la biblioteca libgnome-keyring.
GNOME Keyring es parte del escritorio GNOME.

## Programa para la gestión del anillo de claves del escritorio GNOME
El Programa para la gestión del anillo de claves del escritorio GNOME fue una aplicación con interfaz gráfica de usuario para manejar GNOME Keyring. Desde GNOME 2.22 fue eliminado y reemplazado completamente con Seahorse.